# Anticapitalistas (coalición)
Anticapitalistas fue una coalición electoral española formada para las elecciones generales de 2011. La integraban Revolta Global, Izquierda Anticapitalista y Los Verdes-Comunidad de Madrid, así como En Lucha y Lucha Internacionalista a través de un acuerdo de estas con Izquierda Anticapitalista. Tomó el nombre de Anticapitalistes en las provincias catalanas.
Consiguieron avales para presentarse en 13 circunscripciones: Almería, Barcelona, Burgos, Cádiz, Cantabria, Gerona, Granada, Guadalajara, Lérida, Madrid, Sevilla, Tarragona y Zamora. Debido a la reforma de la Ley Orgánica del Régimen Electoral General que exige la recogida en los quince días previos a la presentación de candidaturas del aval del 0,1% del censo electoral de cada circunscripción, las juntas electorales de Baleares, Málaga, Pontevedra y Valladolid no proclamaron la presentación de la candidatura en estos territorios. Ante tal situación, la coalición anunció la presentación de un recurso contencioso-administrativo contra el conjunto de la reforma electoral.
Las listas por Madrid y Barcelona estaban encabezadas por los activistas sociales Miguel Urbán y Esther Vivas respectivamente.
Antikapitalistak, entidad soberana y referente de Izquierda Anticapitalista en el País Vasco y Navarra, anunció que no participaría en las elecciones.
Anticapitalistas obtuvo 24.456 votos (0,10% de los votos válidos en toda España), que no le permitieron obtener ningún escaño. Los mejores resultados se dieron en las circunscripciones catalanas, notablemente en Barcelona, donde obtuvieron 11.307 votos (0,43%). Fuera de Cataluña, el mejor resultado se dio en Madrid, donde obtuvo 6.508 votos (0,19%).
Actualmente está integrado en: Anticapitalistas (asociación).